# 1913
1913 (MCMXIII) var ett normalår som började en onsdag i den gregorianska kalendern och ett normalår som började en tisdag i den julianska kalendern.

## Händelser

### Januari
- 1 januari – Socialstyrelsen börjar sin verksamhet. Den behandlar arbetarfrågor (avtal, arbetarskydd, socialförsäkringar, fattigvård etcetera) [1].
- 15 januari – Den första trådlösa förbindelsen mellan Berlin och New York upprättas [2].
- 17 januari – Raymond Poincaré väljs till Frankrikes president.
- 19 januari – Hattnålsskydd börjar, på konduktörernas förslag, säljas på Stockholms spårvagnar för att skydda andra passagerare mot dessa "fruktansvärda spjut" [1].

### Februari
- 2 februari – Järnvägsstationen Grand Central Station invigs i New York och är världens största järnvägsstation [2].
- 3 februari
  - Osmanska riket säger upp stilleståndsavtalet i första Balkankriget.
  - Rudolf Steiner bildar Antroposofiska Sällskapet.
- 13 februari – Svenska Turbinfabriks Aktiebolaget Ljungström (STAL) bildas.
- 14 februari – Samfundet De nio bildas för att främja svensk litteratur. De har fått författarinnan Lotten von Kræmers hela förmögenhet på drygt 500 000 SEK [1].
- 24 februari – Brittiska suffragettledaren Emmeline Pankhurst anhålls för att ha erkänt ansvaret för ett bombattentat mot brittiske ministern Lloyd Georges lantställe [2].

### Mars

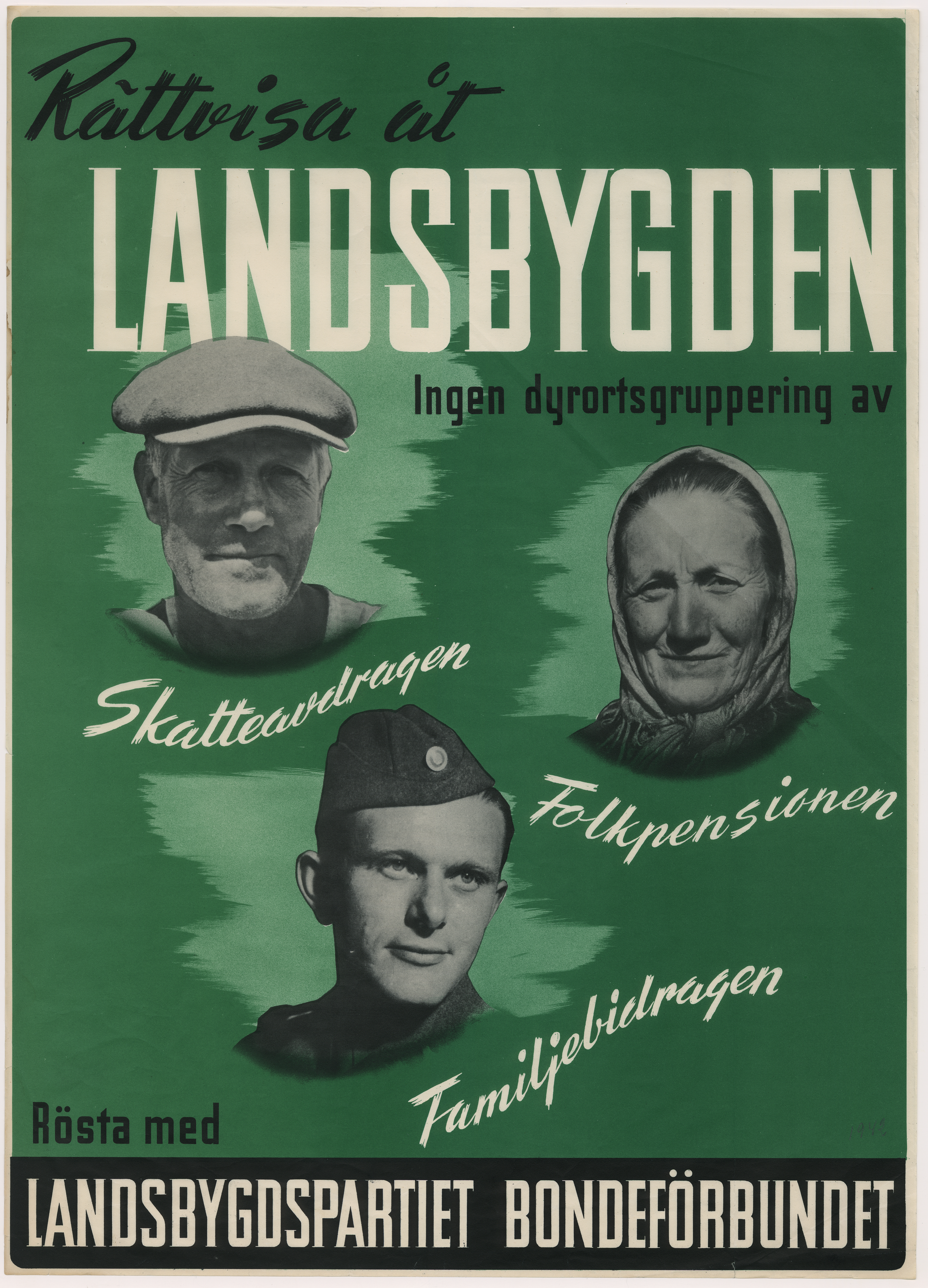
Bondeförbundet

- 2 mars – Bondeförbundet bildas i Sverige [2] med konstituerande möte [3].Initiativet togs av Carl Berglund 1910 genom uppropet "Bröder, låtom oss enas" i tidningen Landsbygden [1]. Partiet bildas då Lantmannapartiet har försvunnit och många bönder misstror de existerande partierna
- 3 mars – 5 000 kvinnor suffragetter demonstrerar i Washington D.C. för införandet av kvinnlig rösträtt.
- 4 mars 
  - New Jerseys guvernör Woodrow Wilson efterträder William Howard Taft som USA:s president. Wilson blir den förste demokraten i Vita Huset sedan 1897.
  - Indianas guvernör Thomas R. Marshall blir USA:s nye vicepresident.
- 6 mars – 100 personer omkommer vid en dynamitexplosion i Baltimores hamn [4].
- 18 mars
  - Ingenjör Ivar Kreuger grundar den svenska tändstickstrusten, AB Förenade Svenska Tändsticksfabrikerna, som han blir direktör för [2].
  - Kung Georg I av Grekland mördas [5].
- Första halvan av året - En försvarsövning genomförs, för att kontrollera om Bodens fästning skulle stå emot ett ryskt anfall. Det visar sig, att så inte är fallet, eftersom det tar alldeles för lång tid att mobilisera fästningen.

### April
- 16 april – Albert Schweitzer, tysk läkare och teolog, öppnar ett sjukhus i Lambaréné i Gabon.
- 17 april – Brattsystemet för ransonering av alkoholinköp med motbok presenteras i Sverige [3].
- 18 april – LM Ericsson bygger telefonanläggning i Kanton i Kina [3].
- 21 april – Smittkoppsepidemi hotar i Sverige, där 36 personer har insjuknat och två avlidit [3].
- 24 april – Gasen dödar 115 arbetare vid en gruvexplosion i Cincinnati [4]
- 29 april – Gideon Sundbäck får patent på blixtlåset.

### Maj
- 2 maj – Osmanske generalen Essad Pascha Toptani, av albansk härkomst, utropar Albaniens självständighet under osmanskt beskydd [2].
- 21 maj – Folkpensionslagen antas av Sveriges riksdag. Alla över 67 år [2] får 45-195 kronor per år, och grunden till modern svensk sociallagstiftning läggs [1].
- 29 maj – Skandalpremiär för Igor Stravinskijs balett Våroffer i Paris. Publiken är delad i två läger, och börjar slåss [5].
- 30 maj – Preliminärfred i Balkankriget sluts i London efter brittiska påtryckningar. Osmanska riket avträder nästan alla sina områden i Europa [2], utom Konstantinopel och ett område norr om Marmarasjön.
- 31 maj – 22-årige svensken Axel Ahlgren vinner ett maratonlopp i London på tiden 2.36,03 [5].

### Juni
- Juni
  - Kalmar och Växjö stift slås ihop efter den siste kalmarbiskopens död.
  - Bulgarien angriper de serbiska trupperna i de av dem besatta men av Bulgarien krävda områdena. Grekland sluter upp på Serbiens sida. Detta blir upptakten till andra Balkankriget.
- 4 juni – Suffragetten Emily Davison kastar sig framför brittiske kungens häst under Epsomderbyt och avlider 4 dagar senare[2].
- 11 juni – Norges storting inför allmän rösträtt för kvinnor [2].
- 15 juni – Hesselby strandbad invigs och blir Stockholms första gemensamhetsbad, även känt som "Mälarens Mölle" [1].
- 15 juni – 7th Conference of the International Woman Suffrage Alliance äger rum i Budapest.
- 29 juni
  - Andra Balkankriget börjar när Bulgarien anfaller Serbien, som får hjälp av Grekland [2].
  - Gula ledartröjan införs vid årets Tour de France, och Philippe Thus från Belgien vinner tävlingen [2].

### Juli
- 15 juli – Storbritanniens underhus beslutar om begränsat självstyre Irland [5].
- 17 juli – En svensk sjukvårdsgrupp anländer till Belgrad för att ta hand om sårade under det andra balkankriget.

### Augusti

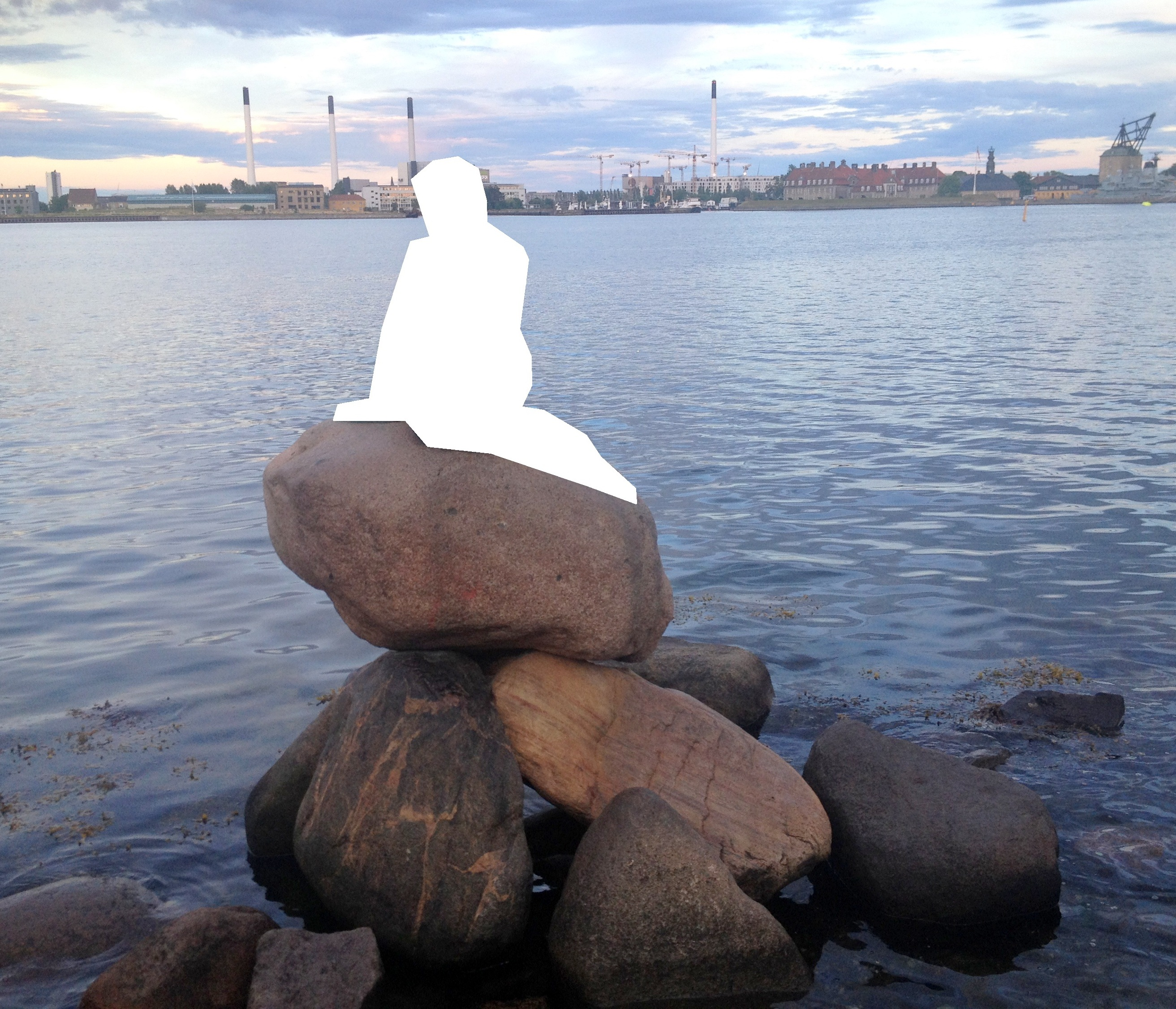
Den lille havfrue

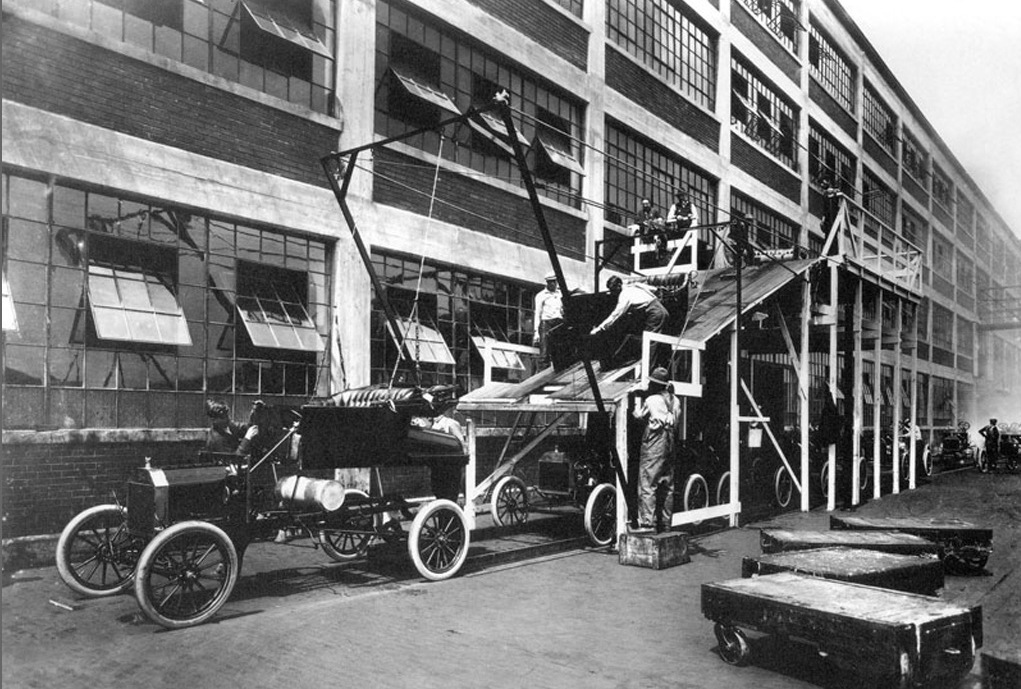
Löpandebandprincipen

- 10 augusti – Fredsavtal sluts i Bukarest, vilket avslutar andra Balkankriget för Rumäniens och Serbiens del.
- 16 augusti – Löpande band införs på Henry Fords bilfabriker i USA, och produktionen ökar [2].
- 23 augusti
  - Internationella friidrottsförbundet bildas i Berlin, vilket markerar starten för noteringen av officiella världsrekord.
  - Skulpturen Den lille havfrue sätts upp i Köpenhamns hamninlopp [5].

### September

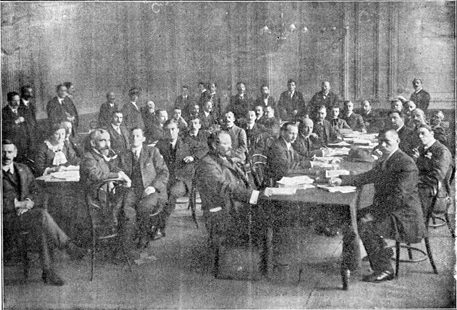
Första internationella syndikalistkongressen

- 5–7 september – USA skickar marinsoldater till Ciaris Estero, Mexiko för att hjälpa till med evakueringen av amerikaner och andra från Yaquidalen, som efter oroligheter blivit en farlig plats att vistas på.[6]
- 7 september – Trippelalliansen mellan Italien, Tyskland och Österrike-Ungern befästs vid en konferens i Salzbrunn.[2]
- 13 september – Garphytte sanatorium i Närke invigs av landshövding Karl Johan Bergström.
- 15 september – Stockholms stadsfullmäktige ger AB Stockholmssystemet ensamrätt på handeln med alkohol i staden enligt Brattsystemet.[3]
- 21 september Andra Balkankriget tar slut med fred i Konstantinopel. Bulgarien framstår som förlorare medan Serbien framstår som vinnare och fördubblar sitt territorium.[2]
- 23 september
  - Skådespelaren Gösta Ekman (den äldre) gör scendebut på Svenska teatern vid Blasieholmsgatan i Stockholm i Algot Strandbergs Halvblod.[1]
  - Roland Garros, fransk flygpionjär, genomför den första flygningen över Medelhavet.
- 25 september – Svenska ångfartyget Norge kolliderar med Hamburg-Amerikalinjens ångfartyg Graf Waldersee på Elbe vid Neumühlen. Norge får svåra skador.[7]
- 27 september – Första internationella syndikalistkongressen hålls i London.
- 30 september – Säter härjas av en häftig brand, bland annat förstörs Dala väfveriaktiebolag och Gustafssons smidesverkstad.[7]

### Oktober
- 6 oktober Yuan Shikai väljs till Kinas president på fem år.[8]
- 7 oktober
  - Gustav Sundbärg överlämnar Emigrationsutredningens 900-sidiga betänkande till den svenska regeringen [1]. Emigrationen skall motverkas genom förbättrade sociala förhållanden och lättnader i utvandringslagstiftningen.
  - Tangon presenteras i Sverige på Cirkus i Stockholm. I Tyskland förbjuder kejsaren officerare att dansa tango i uniform [5].
  - Löpande band-principen införs på The Ford Motor Company i Detroit.
- 9 oktober Brand utbryter ombord på ångfartyget Volturno mitt ute på Atlanten. Efter nödanrop räddas besättningen dagen därpå. 86 besättningsmän och 76 passagerare omkommer i olyckan.[9]
- 14 oktober – Vid en explosion i kolgruvan Universal i närheten av Cardiff, Södra Wales omkommer 444 gruvarbetare.[10]
- 15 oktober – Socialdemokratiska ungdomsförbundets antimilitaristiska Det befästa fattighuset utkommer som svar på Sven Hedins Ett varningsord [3].
- 17 oktober – Det tyska marinluftskeppet L II störtar kort efter start under flygprov vid Johannisthal. Alla de 34 ombordvarande omkommer.[11]
- 27 oktober – Victor Sjöströms film Ingeborg Holm väcker debatt i Sverige om fattigvården [3].

### November

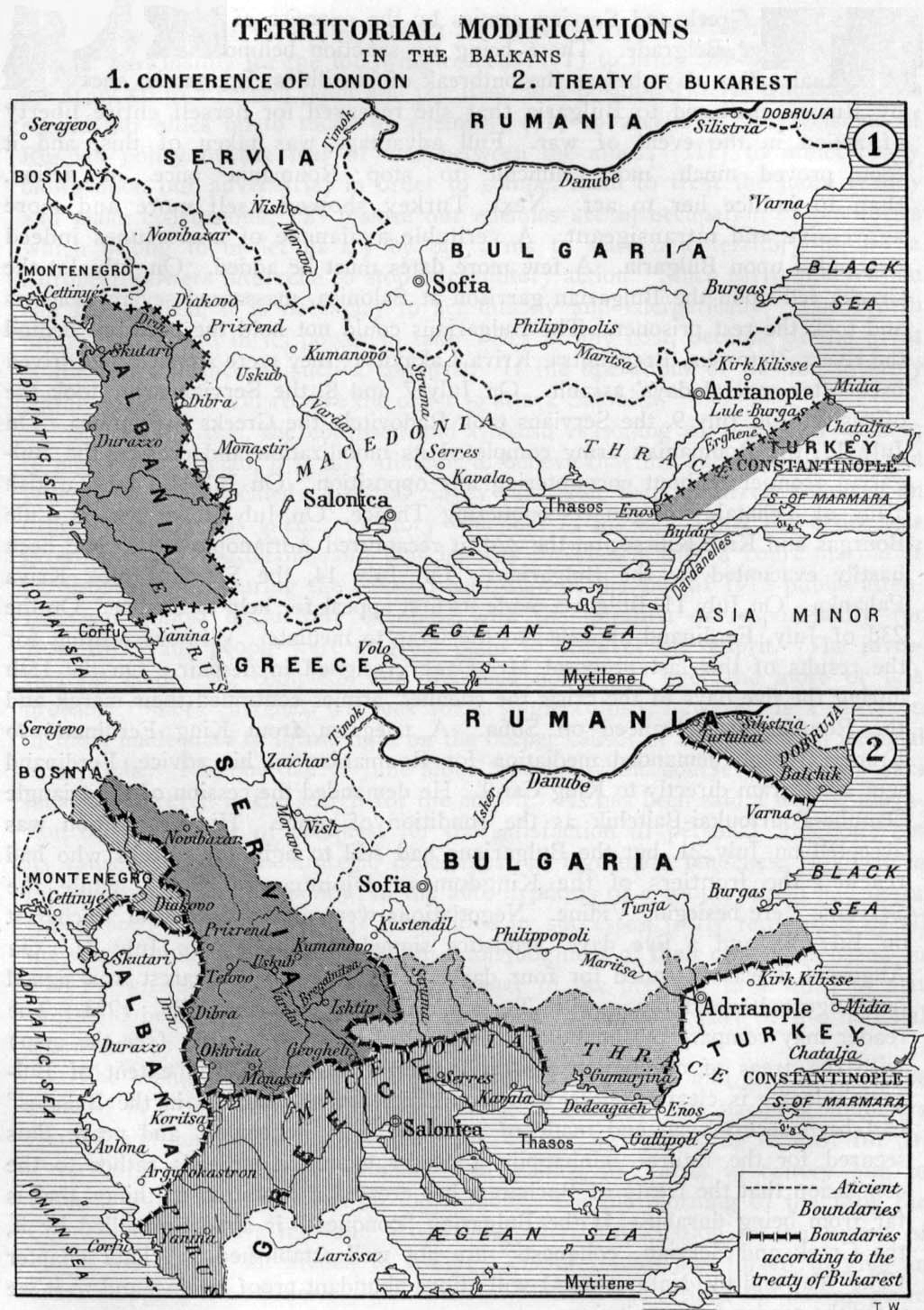
Andra Balkankriget slut.

- 14 november – Fredsavtal sluts i Aten, vilket avslutar Andra Balkankriget för Greklands del.
- 16 november – Första delen av Marcel Prousts A la recherche du temps perdu utkommer [5].
- 29 november – Fredsavtal sluts i Konstantinopel, vilket avslutar Andra Balkankriget för Osmanska rikets del.
- 30 november – I Hollywood börjar Charlie Chaplin spela stumfilm hos producenten Mack Sennet med filmen "Making a Living" [2].

### December
- 5 december – Första delen av Carl Grimbergs historieverk Svenska folkets underbara öden utkommer [3].
- 10 december – Tavlan Mona Lisa återfinns efter att ha varit försvunnen från Louvren i Paris i över två års tid.
- 20 december – Man börjar planera ett bondetåg till kungen i Stockholm för att betyga honom sin försvarsvilja [3].
- 21 december
  - Sveriges statsminister Karl Staaff offentliggör den svenska regeringens försvarsprogram genom ett tal i Karlskrona. Han går delvis försvarsvännerna till mötes, men högern och kungen tolkar talet som negativt för Sveriges försvar [1].
  - Världens första korsord publiceras, i tidningen New York World, konstruerat av journalisten Arthur Wynne
- 31 december – Under året har 17 dödsolyckor i motortrafiken inträffat i Sverige [12].

### Okänt datum
- Ett tyskt läkemedelsföretag patenterar MDMA [13].
- Försöksverksamhet med simundervisning införs i Adolf Fredriks och Sofia skolor i Stockholm i Sverige.
- Naturvetarna vid Stockholms universitet tar upp spextraditionen och sätter upp det första Naturvetarspexet "Opp och hoppa". Först året därefter grundas den Naturvetenskapliga Föreningen.
- Tidningen Konsumentbladet, numera Vi, grundas.
- Den svenska riksdagen beslutar om en så kallad nomadskola för barn till nomadiserade samer. Den utmärks av kortare undervisningstid och lägre kompetens på lärarna, eftersom man inte anser att "de lägre stående lapparna" skall underkastas civilisationen. Endast barn till bofasta samer får gå i vanlig folkskola.
- AB Förenade Fabriker i Norrköping bildas genom en sammanslagning av fyra av de största ylletillverkarna.
- Läkemedelsföretaget Astra AB grundas i Södertälje.
- De första motoriserade traktorerna tillverkas av Munktells verkstäder i Eskilstuna.
- Den svenska utlänningslagen träder i kraft [14].
- Skämtartikeln pruttkudde lanseras i Sverige.
- Karl Gerhard syns för första gången på scen i filmen Mannekängen.
- F. W. Taylor publiceras på svenska med Rationell arbetsledning: Taylorsystemet [15].
- En T-Ford kostar 3 975 SEK i Stockholm [16].
- Den turkiska kvinnorörelsen organiserar sig i Osmanlı Műdafaa-ı Hukûk-ı Nisvan Cemiyeti.

## Födda

### Första kvartalet

#### Januari
- 2 januari
  - Gunnar Ekström, svensk skådespelare.
  - Anna Lee, amerikansk skådespelare.
- 5 januari – Jack Haig, brittisk skådespelare.
- 6 januari
  - Edward Gierek, polsk politiker.
  - Loretta Young, amerikansk skådespelare.
- 9 januari – Richard Nixon, amerikansk politiker, USA:s president 1969–1974.
- 10 januari – Gustav Husák, tjeckoslovakisk politiker, president 1975–1989.
- 15 januari – Lloyd Bridges, amerikansk skådespelare.
- 23 januari – Jean-Michel Atlan, konstnär.
- 25 januari – Witold Lutosławski, polsk kompositör.
- 30 januari
  - Sten-Åke Cederhök, revyartist och skådespelare.
  - Alfrēds Riekstiņš, lettisk SS-officer, agent.

#### Februari
- 13 februari
  - Bertil Anderberg, svensk skådespelare.
  - Erik Nordgren, svensk kompositör, arrangör av filmmusik och orkesterledare.
- 14 februari – Jimmy Hoffa, amerikansk fackföreningsledare.
- 15 februari
  - Gert Fröbe, tysk skådespelare.
  - Willy Vandersteen, belgisk (flamländsk) serietecknare.
- 16 februari – Tage Holmberg, svensk filmklippare, fotograf, regiassistent och manusförfattare.
- 18 februari – Arthur Axmann, tysk nazistisk politiker.
- 22 februari – Hans-Diedrich von Tiesenhausen, tysk ubåtsbefälhavare under andra världskriget på U331.
- 27 februari
  - Paul Ricœur, fransk filosof.
  - Irwin Shaw, amerikansk författare.

#### Mars
- 13 mars – Sergej Michalkov, rysk dramatiker och författare. skrev texten till den ryska nationalsången.
- 15 mars – Macdonald Carey, amerikansk skådespelare.
- 17 mars – Harald Edelstam, svensk diplomat och ambassadör.
- 19 mars – Karl Erik Flens, svensk skådespelare.
- 22 mars – Charles E. Dederich, grundare av "Synanon Church".
- 23 mars
  - Heinz Linge, tysk SS-officer, Adolf Hitlers betjänt.
  - Gustav Sjöberg, svensk fotbollsspelare, målvakt.
- 26 mars – Paul Erdős, ungersk matematiker.
- 30 mars
  - Frankie Laine, eg. Frank Paul Lovecchio, amerikansk populärsångare.
  - Martin Söderhjelm, svensk skådespelare, regissör, dramaturg och författare.

### Andra kvartalet

#### April
- 3 april – Per Borten, norsk politiker, statsminister 1965–1971.
- 8 april
  - Sourou Migan Apithy, president i Republiken Dahomey, nuvarande Benin.
  - Roland Schütt, svensk författare.
- 11 april – Oleg Cassini, amerikansk modeskapare.
- 15 april – Olof Rydbeck, svensk radiochef och ambassadör[3].
- 18 april – John E. Davis, amerikansk republikansk politiker, guvernör i North Dakota 1957–1961.
- 24 april – Paul Esser, tysk skådespelare.

#### Maj
- 1 maj
  - Harald Larsson, svensk skogsinspektör och riksdagspolitiker för Centerpartiet.
  - Balraj Sahni, indisk skådespelare.
- 3 maj
  - Peer Gregaard, dansk teaterchef.
  - Pelle Ström, svensk sångare.
- 5 maj – Tyrone Power, amerikansk skådespelare.
- 6 maj – Stewart Granger, brittisk skådespelare.
- 13 maj – William Richard Tolbert, Jr, liberiansk president.
- 16 maj – Woody Herman, amerikansk orkesterledare och klarinettist.
- 18 maj
  - Neelam Sanjiva Reddy, Indiens president 1977-1982.
  - Charles Trenet, fransk vissångare.
- 20 maj – Karl-Erik Kejne, svensk präst.
- 21 maj
  - Lars Lennartsson, svensk sångare och skådespelare.
  - Holge Ottosson, svensk direktör, kommunpolitiker och riksdagsman.
- 23 maj – Folke Mellvig, svensk författare och manusförfattare.
- 26 maj – Karin Ekelund, svensk skådespelare, regissör och sångerska.
- 30 maj – Pee Wee Erwin, amerikansk jazztrumpetare.

#### Juni
- 9 juni – Maud Walter, svensk skådespelare.
- 18 juni – Oswald Teichmüller, tysk matematiker.
- 19 juni – Per Gunvall, svensk regissör och manusförfattare.
- 23 juni – William P. Rogers, amerikansk republikansk politiker.
- 27 juni – Birgit Eggers, svensk skådespelare.

### Tredje kvartalet

#### Juli
- 14 juli – Gerald Ford, amerikansk politiker, USA:s president 1974–1977.
- 18 juli – Red Skelton, amerikansk skådespelare.
- 20 juli
  - Ingrid Björnberg,[17], barnflicka på Stockholms slott från 1938 [18].
  - Arne Tammer, en av grundarna av Svenska frisksportförbundet.
- 23 juli
  - Michael Foot, brittisk politiker.
  - Erik Huss, svensk folkpartistisk politiker, industriminister 1978–1979.
- 29 juli – Erich Priebke, tysk SS-officer, dömd krigsförbrytare.

#### Augusti
- 2 augusti
  - Stig Hansson, svensk lantbrukare och centerpartistisk politiker.
  - Siri Olson, svensk skådespelare, sångerska och dansös.
- 9 augusti – Herman Talmadge, amerikansk politiker, senator 1957–1981.
- 10 augusti – Wolfgang Paul, tysk nobelpristagare i fysik.
- 16 augusti – Menachem Begin, Israels sjätte premiärminister 1977–1983, mottagare av Nobels fredspris.
- 17 augusti – W. Mark Felt, amerikansk agent och tjänsteman inom FBI, Deep Throat.
- 21 augusti – Stig Bergendorff, svensk skådespelare, författare. regissör, manusförfattare, kompositör och textförfattare.
- 24 augusti – Dorothy Comingore, amerikansk skådespelare. (död 1971)
- 28 augusti – Robertson Davies, kanadensisk författare.

#### September
- 3 september – Alan Ladd, amerikansk skådespelare.
- 7 september – Anthony Quayle, brittisk skådespelare.
- 8 september – Helge Andersson, svensk konstnär.
- 12 september – Jesse Owens, amerikansk löpare, längdhoppare.
- 14 september
  - Annalisa Ericson, svensk skådespelare, dansare och revyartist.
  - Jacobo Arbenz Guzmán, president i Guatemala 1951–1954.
- 15 september – John N. Mitchell, amerikansk republikansk politiker, USA:s justitieminister 1969–1972.
- 18 september – Erik Blomberg, finländsk filmregissör, skådespelare, manusförfattare och filmfotograf.
- 19 september – Frances Farmer, amerikansk skådespelare.
- 22 september – Ingrid Borthen, svensk skådespelare.
- 23 september
  - Arne Källerud, svensk skådespelare.
  - Carl-Henning Pedersen, dansk konstnär.
  - Sándor Tarics, ungersk vattenpolospelare.
- 28 september – Edith Pargeter, engelsk författare.
- 29 september – Trevor Howard, brittisk skådespelare.

### Fjärde kvartalet

#### Oktober
- 4 oktober
  - Noel Counihan, australisk målare inom socialrealismen.
  - Wiange Törnkvist, svensk skådespelare.
- 6 oktober
  - Karin Hartman, överstelöjtnant i Frälsningsarmén.
  - Meret Oppenheim, schweizisk konstnär inom surrealismen.
- 10 oktober – Claude Simon, fransk författare, nobelpristagare.
- 11 oktober – Lil Yunkers, svensk sångerska, journalist och författare.
- 24 oktober – Marie-Louise Sorbon, svensk skådespelare.
- 25 oktober – Klaus Barbie, tysk SS-officer.

#### November
- 1 november – Åke Engfeldt, svensk skådespelare.
- 2 november
  - Lillie Björnstrand, svensk skådespelare och författare.
  - Burt Lancaster, amerikansk cirkusakrobat och skådespelare.
- 3 november – Marika Rökk, tysk skådespelare.
- 4 november
  - Jerry Högstedt, svensk kompositör och kapellmästare.
  - Gig Young, amerikansk skådespelare.
- 5 november – Vivien Leigh, brittisk skådespelare.
- 7 november – Albert Camus, fransk författare, nobelpristagare.
- 11 november – Sonja Wigert, norsk-svensk skådespelare.
- 14 november – Vera Nilsson, svensk skådespelare.
- 15 november – Harald Lundquist, svensk kompositör, orkesterledare och sångare.
- 16 november – Gunn Wållgren, svensk skådespelare.
- 22 november – Benjamin Britten, brittisk tonsättare.
- 24 november – Geraldine Fitzgerald, amerikansk skådespelare.
- 25 november – Rune Skog, svensk sångare (andretenor) och pianist.
- 30 november – Kalle Schröder, svensk tennisspelare.

#### December
- 1 december – Mary Ainsworth, amerikansk utvecklingspsykolog. (död 1999)
- 4 december
  - John Kitzmiller, amerikansk skådespelare. (död 1965)
  - Mark Robson, kanadensisk filmregissör. (död 1978)
- 5 december – Aarne Saarinen, finländsk kommunistisk politiker. (död 2004)
- 6 december – Eleanor Holm, amerikansk simmare. (död 2004)
- 10 december
  - Gösta Folke, svensk regissör, skådespelare och teaterchef. (död 2008)
  - Morton Gould, amerikansk kompositör. (död 1996)
- 11 december – Jean Marais, fransk skådespelare. (död 1998)
- 13 december – Archie Moore, amerikansk tungviktsboxare. (död 1998)
- 14 december – Anna Ladegaard, dansk författare. (död 2000)
- 15 december – Sven Ljungberg, svensk konstnär[3]. (död 2010)
- 18 december
  - Alfred Bester, amerikansk science fiction-författare. (död 1987)
  - Willy Brandt, tysk politiker, förbundskansler 1969–1974, nobelpristagare. (död 1992)
- 19 december
  - Ansa Ikonen, finländsk skådespelare. (död 1989)
  - Annemarie Sörensen, tysk skådespelare. (död 1993)
- 24 december – Ad Reinhardt, amerikansk målare. (död 1967)
- 25 december
  - Tony Martin, amerikansk skådespelare och sångare. (död 2012)
  - Henri Nannen, tysk journalist och publicist. (död 1996)
  - Arvid Nilssen, norsk skådespelare. (död 1976)
- 26 december – Annika Ernstson, svensk översättare. (död 2004)
- 28 december – John William Brown, amerikansk republikansk politiker, guvernör i Ohio 1957. (död 1993)
- 29 december – Pierre Werner, luxemburgsk politiker. (död 2002)
- 31 december – René Schneider, chilensk militär. (död 1970)

## Avlidna

### Första kvartalet

#### Januari
- 4 januari – Alfred von Schlieffen, 79, tysk generalfältmarskalk.
- 5 januari – Capell L. Weems, 52, amerikansk republikansk politiker, kongressledamot 1903–1909.
- 12 januari – Gustaf Nerman, 85, svensk väg- och vattenbyggnadsingenjör.
- 19 januari – George C. Pendleton, 67, amerikansk demokratisk politiker, kongressledamot 1893–1897.
- 30 januari – James H. Berry, 71, amerikansk demokratisk politiker.

#### Februari
- 2 februari
  - Gustaf de Laval, 67, svensk ingenjör, uppfinnare och industriman, uppfinnare av separatorn och grundare av DeLaval.
  - Hans Hildebrand, 70, svensk ledamot av Svenska Akademien 1895–1913.

#### Mars
- 18 mars
  - August Bebel, 73, tysk socialdemokratisk politiker och en av grundarna till SPD.
  - Georg I av Grekland, 67, kung av Grekland 1863–1913.
- 26 mars – Garnet Joseph Wolseley, 79, brittisk fältmarskalk.
- 27 mars – Friedrich Bodenmüller, 67, tysk målare.
- 31 mars – J.P. Morgan, 75, amerikansk finansman.

### Andra kvartalet

#### April
- 1 april – Otto March, 67, tysk arkitekt.
- 12 april – John B. Henderson, 86, amerikansk politiker och jurist, senator 1862–1869.

#### Maj
- 6 maj – Jelena Guro, 35, rysk författare och konstnär.
- 25 maj – Alfred Redl, 49, österrikisk-ungersk officer och rysk spion.

#### Juni
- 4 juni – Harald Jacobson, 50, svensk poet.
- 13 juni – Otto Hjelt, 90, finländsk läkare och professor.
- 28 juni – John L. Barstow, 81, amerikansk republikansk politiker, guvernör i Vermont 1882–1884.

### Tredje kvartalet

#### Juli
- 29 juli – Tobias Asser, 75, nederländsk jurist, nobelpristagare.
- 30 juli – Warren F. Daniell, 87, amerikansk demokratisk politiker, kongressledamot 1891–1893.

#### Augusti
- 6 augusti – Reginald Lee, 43, brittisk besättningsman ombord på Titanic.
- 10 augusti – Johannes Linnankoski, 43, finländsk författare.
- 21 augusti – Steingrímur Thorsteinsson, 82, isländsk författare.

#### September
- 1 september – Anders Bjurholm, 87, svensk bryggeriägare.
- 3 september – John Martin, 79, amerikansk demokratisk politiker, senator 1893–1895.
- 23 september – Bengt Lidforss, 45, svensk socialdemokratisk journalist
- 30 september – Rudolf Diesel, 55, tysk ingenjör, dieselmotorns uppfinnare.

### Fjärde kvartalet

#### Oktober

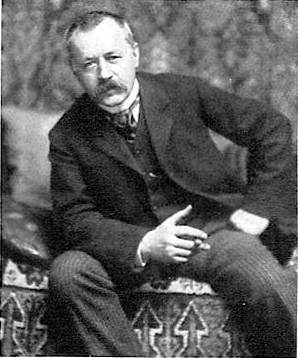
Den tyske målaren Hans von Bartels avled den 5 oktober, 56 år gammal.

- Den tyske målaren Hans von Bartels avled den 5 oktober, 56 år gammal.5 oktober – Hans von Bartels, 56, tysk målare.
- 7 oktober – Antoni Małecki, 92, polsk språk- och litteraturforskare.
- 10 oktober – Hans Heyerdahl, 56, norsk målare.
- 16 oktober – Ralph Rose, 28, amerikansk friidrottare.
- 21 oktober
  - Samuel J. Crawford, 78, amerikansk politiker, guvernör i Kansas 1865–1868.
  - Theodor Kolde, 63, tysk kyrkohistoriker.
  - Scipio Sighele, 45, italiensk kriminolog.
  - Philip Reese Uhler, 78, amerikansk bibliotekarie och entomolog.
- 23 oktober – Edwin Klebs, 79, tysk patolog och bakteriolog.
- 25 oktober – Gustaf Kolthoff, 67, svensk zoolog och forskningsresande.

#### November
- 3 november – Hans Bronsart von Schellendorf, 83, tysk kompositör och pianist.
- 5 november – Armin Baltzer, 71, schweizisk geolog.
- 7 november – Alfred Russel Wallace, 90, brittisk naturforskare.
- 15 november – Antonín Frič, 81, tjeckisk paleontolog och zoolog.
- 16 november – Carl Carlson Bonde, 63, svensk politiker.
- 17 november – Hubert Ludwig, 61, tysk zoolog.
- 18 november – Vsevolod Miller, 65, rysk etnograf och språkforskare.
- 22 november – Édouard Lockroy, 75, fransk politiker.
- 25 november – Sir Robert Stawell Ball, 73, irländsk astronom.
- 26 november – Rufus W. Cobb, 84, amerikansk politiker, guvernör i Alabama 1878–1882.
- 27 november – Erich Prieger, 64, tysk musikolog.
- 28 november – Richert Vogt von Koch, 74, svensk militär och författare.
- 29 november – Herbert W. Ladd, 70, amerikansk politiker, guvernör i Rhode Island 1889–1890 och 1891–1892.
- 30 november – Johan August Ekman, 68, svensk ärkebiskop sedan 1900.

#### December
- 1 december – Juho Lallukka, 61, finländsk affärsman.
- 2 december – Franz von Schönthan, 64, österrikisk författare.
- 9 december – Lars Olsson Smith, 77, svensk företagare och spritfabrikör, känd som Brännvinskungen.
- 12 december – Fredrik Thesleff, 54, finländsk arkitekt.
- 15 december
  - Karl Wilhelm Diefenbach, 62, tysk konstnär och samhällsdebattör.
  - Moltke Moe, 54, norsk folklorist.
- 16 december – Léon Bollée, 43, fransk biltillverkare och uppfinnare.
- 18 december – Louise Blanchard Bethune, 57, amerikansk arkitekt.
- 20 december – Julius Scheiner, 55, tysk astronom.
- 23 december – Jules Claretie, 73, fransk författare, journalist och teaterledare.
- 24 december
  - Jacob Brønnum Scavenius Estrup, 88, dansk politiker.
  - Alexandra Gripenberg, 56, finländsk författare och politiker.
- 27 december – Rudolf Smend, 62, tysk filolog och teolog.
- 30 december – Sofia av Nassau, 77, drottning av Sverige 1872–1907 och av Norge 1872–1905, gift med Oscar II [2].

## Nobelpris[19]
- Fysik – Heike Kamerlingh Onnes, Nederländerna
- Kemi – Alfred Werner, Schweiz
- Medicin – Charles Richet, Frankrike
- Litteratur – Rabindranath Tagore, Indien
- Fred – Henri La Fontaine, Belgien

### Fotnoter
1. 1 2 3 4 5 6 7 8 9  Sverige 1900-talet – 1913, NE, Bra Böcker, 2000
2. 1 2 3 4 5 6 7 8 9 10 11 12 13 14 15 16 17  20:e århundrades När Var Hur – 1913, Bernt Himmelstedt, Forum, 1999
3. 1 2 3 4 5 6 7 8 9 10 11  Hundra år i Sverige – 1913, Hans Dahlberg, Albert Bonniers, 1999
4. 1 2  Faktakalendern 1996, Semic, 1995
5. 1 2 3 4 5 6 7  100 år med Aftonbladet – 1913, 1999
6. ↑  Grimmett, Richard F. (5 oktober 2004). ”Instances of Use of United States Armed Forces Abroad, 1798 – 2004”. Naval History and Heritage Command. https://www.history.navy.mil/research/library/online-reading-room/title-list-alphabetically/i/use-of-armed-forces-abroad-1798-2004.html.
7. 1 2  Hvar 8 dag 1913, s. 26.
8. ↑  Hvar 8 dag 1913, s. 45.
9. ↑  Hvar 8 dag 1913, s. 59-60.
10. ↑  Hvar 8 dag 1913, s. 60.
11. ↑  Hvar 8 dag 1913, s. 61.
12. ↑  75 år Sverige, Carl-Adam Nycop, Bokförlaget Bra böcker, 1976, sidan 65 - Omnibussen gör sin entré
13. ↑  ”Narkotika”. Arkiverad från originalet den 24 maj 2011. https://web.archive.org/web/20110524131828/http://members.fortunecity.com/simulatorsmusicsite/droger/narkotika.htm.
14. ↑  Sverige 1900-talet – De nya svenskarna: Mellan assimilation och mångfald, NE, Bra Böcker, 2000
15. ↑  Sverige 1900-talet – Från gåspenna till tangentbord, NE, Bra Böcker, 2000
16. ↑  ”100 år med Aftonbladet”. http://wwwc.aftonbladet.se/special/1900/00/bil.html. – Sverige rullar in i 1900-talet, 1999
17. ↑  ”Svensk filmdatabas - Ingrid Björnberg”. Arkiverad från originalet den 26 augusti 2014. https://web.archive.org/web/20140826162513/http://www.sfi.se/sv/svensk-filmdatabas/Item/?type=PERSON&itemid=364693.
18. ↑  ”Bokus 2009 - Victoria”. http://www.bokus.com/newsletters/Pdf/9789174240726.pdf.
19. ↑  ”Nobelpriset”. https://www.nobelprize.org/prizes/lists/all-nobel-prizes/. Läst 10 april 2011.